# ティトゥス・クィンクティウス・フラミニヌス (紀元前123年の執政官)
ティトゥス・クィンクティウス・フラミニヌス（ラテン語: Titus Quintius Flamininus、生没年不詳）は、紀元前2世紀中期・後期の共和政ローマの政務官。紀元前123年に執政官（コンスル）を務めた。

## 出自
フラミニヌスはパトリキ（貴族）であるクィンクティウス氏族の出身。ノーメン（氏族名）のクィンクティウスは、プラエノーメン（第一名、個人名）のクィントゥス（数字の5）に由来する。何人かの古代の著述家は、クィンクティウス氏族の歴史は初代ローマ王ロームルスの時代に遡り、ルペルカーリア祭との関連を述べている。ティトゥス・リウィウスによれば、ローマ第三代王トゥッルス・ホスティリウスの時代にセルウィリウス氏族、ゲガニウス氏族、クリアティウス氏族、クロエリウス氏族、トゥッリウス氏族と共にアルバ・ロンガから移住したとする。カピトリヌスのファスティには、紀元前471年にティトゥス・クィンクティウス・カピトリヌス・バルバトゥスが氏族最初の執政官となって以来、継続的にクィンクティウス氏族出身の執政官が記録されている。ラミニヌスの祖父は神官（フラーメン）であり、このためその子孫がフラミニヌスのコグノーメン（第三名、家族名）を名乗ったとの仮説がある。
カピトリヌスのファスティの損傷のため、父および祖父の名前は不明であるが、紀元前150年の執政官ティトゥス・クィンクティウス・フラミニヌスが父、紀元前198年の執政官ティトゥス・クィンクティウス・フラミニヌスが祖父であると思われる。しかし、祖父はその兄で紀元前198年の執政官ルキウス・クィンクティウス・フラミニヌスが父である可能性もある。

## 経歴
執政官就任年とウィッリウス法の規定から逆算して、フラミニヌスは遅くとも紀元前126年にはプラエトル（法務官）に就任したはずである。紀元前123年には執政官に就任する。同僚執政官はプレブスのクィントゥス・カエキリウス・メテッルスであった。同年にガイウス・センプロニウス・グラックス（グラックス弟）が護民官に当選し、兄の意思を継いで過激な改革を開始した。
フラミニヌスの執政官任期中に、スキピオ・アエミリアヌスによって紀元前142年に破壊されたカルタゴの地に、ローマの植民都市が建設されることとなった（コロニア・ユノニア）。しかし、ティトゥス・リウィウスとプルタルコスは、これを翌紀元前122年のことで、グラックスを建設責任者としている。何れにせよ、このコロニア・ユノニアは、地中海の対岸に建設された、最初の植民都市であった。
キケロはフラミニヌスを子供の頃に見たことがあり、「彼は立派なラテン語の能力を認められていたが、教養は無かった。」と評している。

## 参考資料

### 古代の資料
- アウレリウス・ウィクトル『ローマ氏族の起源』
- カピトリヌスのファスティ
- ティトゥス・リウィウス『ローマ建国史』
- プーブリウス・オウィディウス・ナーソー『祭暦』
- プルタルコス『対比列伝』
- キケロ『ブルトゥス』

### 研究書
- Drumann W. Geschichte Roms in seinem Übergange von der republikanischen zur monarchischen Verfassung oder Pompeius, Caesar, Cicero und ihre Zeitgenossen. Hildesheim, 1964.
- Broughton R. Magistrates of the Roman Republic. - New York, 1951. - Vol. I.
- Gundel H. Quinctius // Paulys Realencyclopädie der classischen Altertumswissenschaft . - 1963. - T. XXIV, 1 . - S. 987-997 .
- Gundel H. Quinctius 42 // Paulys Realencyclopädie der classischen Altertumswissenschaft . - 1963. - T. XXIV, 1 . - S. 1039-1040 .
- Münzer F. Römische Adelsparteien und Adelsfamilien. - Stuttgart, 1920
- Pfeilschifter R. Titus Quinctius Flamininus. Untersuchungen zur römischen Griechenlandpolitik. - Göttingen: Vandenhoeck & Ruprecht, 2005